# Château des Forges
Le château des Forges est l'ancienne demeure du maître des forges de Pesmes, en France.

## Description
La demeure patronale comprend un corps de bâtiment principal flanqué de deux ailes en retour. Le bâtiment central, précédé d'un large perron, est pourvu d'un rez-de-chaussée surélevé, dont la travée centrale à un étage carré est surmontée d'un fronton triangulaire percé d'un oculus. Les ailes en retour sont en rez-de-chaussée, couvertes de toits à longs pans, croupes et tuile plate.

## Localisation
Le château est situé sur la commune de Pesmes, dans le département français de la Haute-Saône.

## Historique
La maison du maître des forges, les dépendances et les logements des ouvriers sont construits entre 1788 et 1789.
L'édifice est inscrit au titre des monuments historiques en 1993.